# На Балкану се не пије чај
На Балкану се не пије чај је македонски филм из 1998. године који је режирао на Младен Крстевски.

## Улоге
| Глумац                    | Улоге   |
| ------------------------- | ------- |
| Весна Димитровска         |         |
| Јордан Витанов            |         |
| Младен Крстевски          | Музафер |
| Благоја Спиркоски Џумерко | Јоше    |
| Кирил Гравчев             | Андон   |
| Јосиф Јосифовски          |         |
| Милица Стојанова          |         |
| Ацо Јовановски            |         |
| Слободанка Чичевска       |         |
| Сабина Ајрула             |         |
| Георги Бисерков           |         |
| Лазе Манасковски          |         |
| Крсте Јовановски          |         |
| Стојан Арев               |         |
| Бранко Бенинов            |         |
| Зорица Панчик             |         |
| Александар Шехтански      |         |
| Дарко Кирик               |         |
| Александар Горгиев        |         |
| Марјан Чакмакоски         |         |
| Предраг Павловски         |         |
| Најдо Тодески             |         |

## Спољашне везе
- На Балкану се не пије чај на веб-сајту  (језик: енглески)